# Dracophyllum sayeri
Dracophyllum sayeri là một loài thực vật có hoa trong họ Thạch nam. Loài này được F.Muell. mô tả khoa học đầu tiên năm 1887.